# Brück (Nideggen)
Brück is een plaats in de Duitse gemeente Nideggen, deelstaat Noordrijn-Westfalen, en telt 305 inwoners (31-12-2020).
In het dorp staat het station Nideggen-Brück, gelegen aan de spoorlijn Düren-Heimbach. Het voormalige stationsgebouw te Brück huisvest een, de gehele Kreis Düren beslaande, ambtelijke instantie op het gebied van natuurbescherming (Biologischer Station, website: ).
Brück ligt 2 kilometer ten westen van Nideggen-stad.